# 杉浦武雄

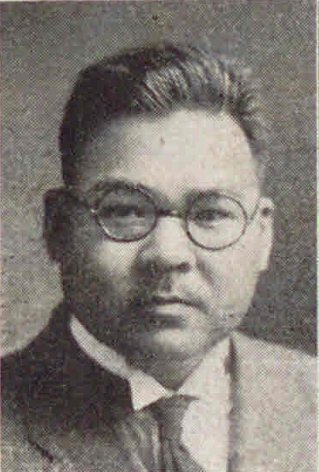
杉浦武雄

杉浦 武雄（すぎうら たけお、1890年（明治23年）5月20日 - 1963年（昭和38年）9月12日）は、日本の政治家、弁護士。衆議院議員（6期）、参議院議員（1期）。位階は正四位、勲等は勲二等。

## 経歴
- 1890年（明治23年） - 愛知県豊橋市東細谷町生まれ。
- 1892年（明治25年） - 網元だった父、六太郎が打瀬網事件で首謀とされ服役することになり、静岡県榛原町（現牧之原市）で育つ。
- 榛原中学校などいくつかの中学校を転々とした後に京北中学校、第一高等学校を経て、東京帝国大学法科大学法律科卒業
- 1924年（大正13年） - 第15回衆議院議員総選挙愛知13区初当選（憲政会）
- 1928年（昭和3年） - 第16回衆議院議員総選挙愛知5区当選（立憲民政党）
- 1930年（昭和5年） - 第17回衆議院議員総選挙当選
- 1931年（昭和6年）2月 - 瓦斯事業法中改正法律案委員長
  - 4月 - 第2次若槻内閣拓務参与官。
- 1932年（昭和7年） - 第18回衆議院議員総選挙落選（中立）
- 1936年（昭和11年） - 第19回衆議院議員総選挙当選
- 1937年（昭和12年） - 第20回衆議院議員総選挙当選（東方会）
- 1942年（昭和17年） - 第21回衆議院議員総選挙落選
- 1948年（昭和23年） - 公職追放[2]
- 1951年（昭和26年） - 公職追放解除[3]
- 1952年（昭和27年） - 第25回衆議院議員総選挙愛知5区落選（改進党）
- 1953年（昭和28年） - 第26回衆議院議員総選挙落選
- 1955年（昭和30年） - 第27回衆議院議員総選挙当選（日本民主党）
- 1958年（昭和33年） - 第28回衆議院議員総選挙落選（自由民主党）
- 1959年（昭和34年） - 第5回参議院議員通常選挙愛知県選挙区初当選
- 1961年（昭和36年） - 第18代裁判官弾劾裁判所所長。
- 1963年（昭和38年）9月12日 - 参議院議員在任中に死去、73歳。死没日をもって勲二等旭日重光章追贈（勲四等からの昇叙）、正五位から正四位に叙される[4]。

## 家族
- 子・杉浦功 ‐ シグマトレーディング社長。妻は森曉の娘、室田義文の孫。